# Distretto di Boriziny
Il distretto di Boriziny è una suddivisione amministrativa di 3º livello (fivondronana) del Madagascar facente parte della regione di Sofia.
Il capoluogo del distretto è Boriziny, in passato noto come Port-Bergé. Del distretto fanno parte inoltre i seguenti comuni: Ambanjabe, Ambodimahabibo, Ambodisakoana, Ambodivongo, Amparihy, Andranomeva, Boriziny II, Leanja, Maevaranohely, Marovato, Tsarahasina, Tsaratanana, Tsiningia, Tsinjomitondraka